# Руда (район Раковник)
Руда (чеш. Ruda) — один из муниципалитетов района Раковник Среднечешского края Чешской Республики.
Здесь проживает 701 житель (2006). Расположен муниципалитет в трёх километрах к юго-западу от города Нове Стражечи (чеш. Nové Strašecí). Муниципалитет занимает площадь 2167 га.
Здесь проходит железнодорожная линия железных дорог Чехии (České dráhy), но станции здесь нет.
Здесь же располагалась некогда линия конной железной дороги Прага — Лана.